# میشل آناکلریو
میشل آناکلریو (انگلیسی: Michele Anaclerio؛ زادهٔ ۱۵ مهٔ ۱۹۸۲) بازیکن فوتبال اهل ایتالیا است.
از باشگاه‌هایی که در آن بازی کرده‌است می‌توان به باشگاه فوتبال ویرتوس لانچانو، باشگاه فوتبال پیاچنزا، باشگاه فوتبال باری، باشگاه فوتبال بنونتو، و باشگاه فوتبال ویچنزا اشاره کرد.
وی همچنین در تیم ملی فوتبال Italy U21 Serie B بازی کرده‌است.